# 滿洲龍屬
滿洲龍屬是鴨嘴龍科的一屬恐龍。模式種是阿穆爾滿洲龍（M. amurensis，又譯黑龍江滿洲龍）。滿洲龍的最早的化石發現於中國東北黑龙江省伊春市嘉蔭縣的上白堊紀地層，最早出土的化石是一副保存較差的不完整骨骼，該化石於1914年由俄羅斯人越界從黑龍江沿岸盜掘，並被盜運到聖彼得堡，最終由蘇聯古生物學家 Anatoly Riabinin 於1930年發表與命名。正模標本現今存放於俄羅斯聖彼得堡的中央地質勘探博物館中，不過大部分展示的裝架部件都是由石膏構成。滿洲龍是第一種在中國國內發現的恐龍，但由於它是被俄羅斯人盜掘而走的，所以知名度不如此後由中國人自行發掘並裝架的祿豐龍，祿豐龍常被誤認為是中國國內發現的第一種恐龍。
滿洲龍明顯是很大型的鴨嘴龍科，至少有6－8公尺長。正模標本最初曾被認為是糙齒龍，後來在1930年被建立為新屬，滿洲龍屬。滿洲龍的有效性曾有一些爭議：在1979年，Brett-Surman認為牠是疑名。後來的學者則主張牠們是有效屬。在2004年，傑克·霍納（Jack Horner）將模式種歸類為疑名。
經年來，曾有三個物種置放在此屬中，包括黑龍江滿洲龍、蒙古滿洲龍（M. mongoliensis）及老撾滿洲龍（M. laosensis）。在1979年，蒙古滿洲龍被認為是獨立屬，而被命名為計氏龍。傑克·霍納則認為老撾滿洲龍則是疑名。